# 上海市文学艺术界联合会
上海市文学艺术界联合会，简称上海市文联，是中华人民共和国上海市文学艺术工作者组成的人民团体，是中国文学艺术界联合会的团体会员，受中国共产党上海市委员会的领导。
上海市文联的最高权力机构为上海市文学艺术界联合会代表大会和由它产生的上海市文学艺术界联合会委员会。
成立於1962年4月的上海市曲艺家协会為其下屬組織。